# Tim Horton
Miles Gilbert "Tim" Horton, född 12 januari 1930 i Cochrane, Ontario, död 21 februari 1974 i St. Catharines, Ontario, var en kanadensisk professionell ishockeyspelare och affärsman. 
Tim Horton spelade i NHL från 1949 till 1974 för Toronto Maple Leafs, New York Rangers, Pittsburgh Penguins och Buffalo Sabres. Han vann Stanley Cup fyra gånger med Toronto Maple Leafs: 1962, 1963, 1964 och 1967.
Horton var också grundare av restaurangkedjan Tim Hortons som är Kanadas största snabbmatskedja med över 3000 restauranger i Kanada och USA.
Tim Horton dog i en bilolycka 21 februari 1974 i St. Catharines, Ontario, och ligger begraven på York Cemetary i Toronto. Han valdes in i Hockey Hall of Fame 1977.

## Junior
Tim Horton började spela ishockey i sin hemstad Cochrane i Ontario, och flyttade senare till Sudbury. Han skrev på för Toronto Maple Leafs organisation och flyttade säsongen 1947–48 till Toronto för att spela juniorhockey för St. Michael's Majors i OHA.

## NHL
Horton inledde sin professionella bana med Maple Leafs farmarlag Pittsburgh Hornets i AHL. Säsongerna 1949–50 och 1950–51 spelade han endast två matcher för Maple Leafs, en grundseriematch och en slutspelsmatch. Säsongen 1951–52 spelade han 4 matcher för Maple Leafs och registrerades för 8 utvisningsminuter.
Tim Hortons första hela säsong i NHL kom 1952–53 då han spelade 70 matcher och gjorde 2 mål och 14 assist för totalt 16 poäng från sin backposition. Han samlade också på sig 85 utvisningsminuter. Sin andra säsong i ligan, 1953–54, spelade han åter 70 matcher och gjorde 7 mål och 24 assist för 31 poäng. I Stanley Cup-slutspelet 1954 förlorade Toronto i semifinalen mot Detroit Red Wings med 4-1 i matcher och Horton gjorde 1 mål och 1 assist på 5 matcher.
Första stora framgången för Horton i slutspelet skulle komma säsongen 1958–59 då Toronto nådde Stanley Cup-final efter att ha slagit ut Chicago Black Hawks i semifinalen med 4-2 i matcher. I finalen var dock Montreal Canadiens för svåra och besegrade Toronto med 4-1 i matcher. Horton samlade ihop 3 assist på 12 matcher. Säsongen 1959–60 gick man för andra året i rad till Stanley Cup-final men där förlorade man i fyra raka matcher mot Montreal Canadiens.
Tim Hortons storhetstid som spelare skulle börja säsongen 1961–62 då han för första gången gjorde 10 mål i grundserien. Han assisterade dessutom till 28 mål för totalt 38 poäng. I slutspelet 1962 skulle Horton också till slut nå fram till det ultimata målet – Stanley Cup. Maple Leafs slog ut New York Rangers i semifinalen med 4-2 i matcher innan man besegrade Chicago Black Hawks i finalen med 4-2 i matcher. Horton var en av Maple Leafs nyckelspelare och gjorde 3 mål och 13 assist för totalt 16 poäng på 12 matcher. Stanley Cup-segern 1962 inledde en ny storhetstid för Maple Leafs som upprepade bedriften med att vinna Stanley Cup 1963, 1964 och 1967.
Från den 11 februari 1961 till den 4 februari 1968 spelade Horton 486 raka grundseriematcher för Toronto Maple Leafs, vilket är klubbrekord.
Horton spelade för Maple Leafs fram till och med säsongen 1969–70 då han byttes bort till New York Rangers. Med Rangers nådde han semifinal i slutspelet säsongen 1970–71 där man föll mot Chicago Black Hawks med 4-3 i matcher.
8 juni 1971 lade Pittsburgh Penguins beslag på Horton från New York Rangers. Horton spelade 44 grundseriematcher och 4 slutspelsmatcher för Penguins säsongen 1971–72.
5 juni 1972 lade Buffalo Sabres beslag på Horton från Penguins. Horton hann spela 124 grundseriematcher och 6 slutspelsmatcher för Sabres innan han dog i en bilolycka i St. Catharines 21 februari 1974, på väg hem till Buffalo från en bortamatch i Toronto.

## Spelstil
Tim Horton var en hårt arbetande back som litade mycket på sin styrka och sitt lugn för att hålla undan anfallande motståndarspelare. Han var också duktig på att transportera pucken upp i banan. 

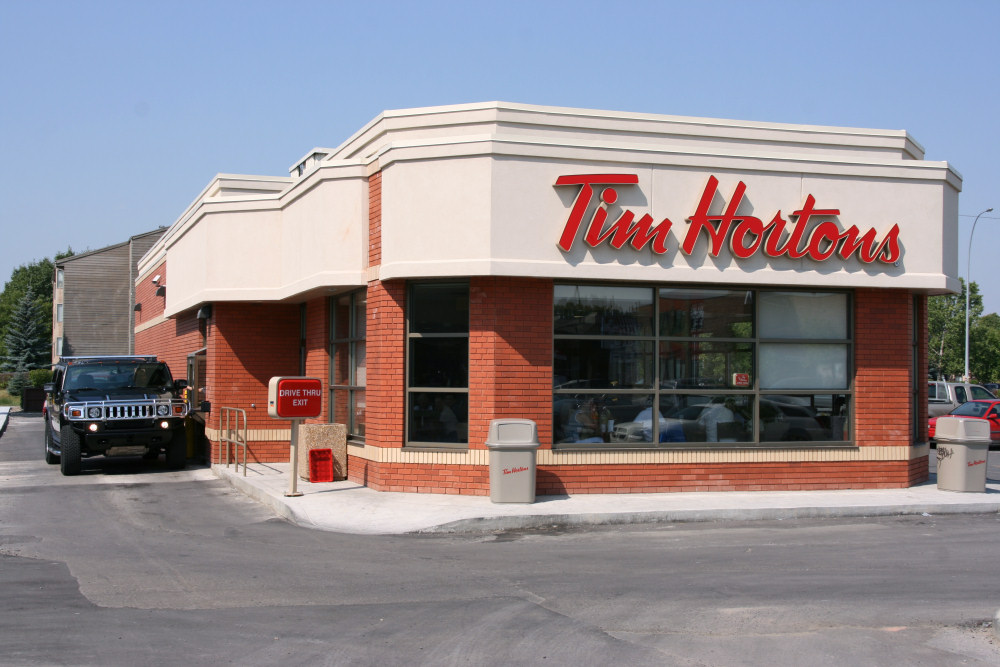
Tim Hortons-restaurang i Calgary, Alberta.

## Snabbmatskedjan
Tim Horton öppnade sin första munk- och kaffe-affär, Tim Horton Doughnut Shop, 1964 i Hamilton, Ontario. Han hade tidigare provat på att sälja hamburgare och bilar. Tim Hortons, som restaurangkedjan senare skulle komma att heta, växte och vid tiden för Tim Hortons död 1974 fanns 40 restauranger i Kanada. Snabbmatskedjan har sedan dess vuxit till en storindustri och är Kanadas största snabbmatskedja med över 3000 restauranger i framförallt Kanada och i nordöstra USA och Mellanvästern.

## Meriter
- NHL First All-Star Team – 1964, 1968 och 1969
- NHL Second All-Star Team – 1954, 1963 och 1967
- Stanley Cup – 1962, 1963, 1964, 1967
- Invald, postumt, i Hockey Hall of Fame 1977
- Hortons tröja #2 pensionerad av Buffalo Sabres 1996
- Spelade i 6 All-Star-matcher

## Statistik

### Klubbkarriär
| 1947–48    | St. Michael's Majors | OHA        | 32   | 6   | 7   | 13  | 137  | —   | —  | —  | —  | —   |
| 1948–49    | St. Michael's Majors | OHA        | 32   | 9   | 18  | 27  | 95   | —   | —  | —  | —  | —   |
| 1949–50    | Toronto Maple Leafs  | NHL        | 1    | 0   | 0   | 0   | 2    | 1   | 0  | 0  | 0  | 2   |
| 1949–50    | Pittsburgh Hornets   | AHL        | 60   | 5   | 18  | 23  | 83   | —   | —  | —  | —  | —   |
| 1950–51    | Pittsburgh Hornets   | AHL        | 68   | 8   | 26  | 34  | 129  | 13  | 0  | 9  | 9  | 16  |
| 1951–52    | Toronto Maple Leafs  | NHL        | 4    | 0   | 0   | 0   | 8    | —   | —  | —  | —  | —   |
| 1951–52    | Pittsburgh Hornets   | AHL        | 64   | 12  | 19  | 31  | 146  | 11  | 1  | 3  | 4  | 16  |
| 1952–53    | Toronto Maple Leafs  | NHL        | 70   | 2   | 14  | 16  | 85   | —   | —  | —  | —  | —   |
| 1953–54    | Toronto Maple Leafs  | NHL        | 70   | 7   | 24  | 31  | 94   | 5   | 1  | 1  | 2  | 4   |
| 1954–55    | Toronto Maple Leafs  | NHL        | 67   | 5   | 9   | 14  | 84   | —   | —  | —  | —  | —   |
| 1955–56    | Toronto Maple Leafs  | NHL        | 35   | 0   | 5   | 5   | 36   | 2   | 0  | 0  | 0  | 4   |
| 1956–57    | Toronto Maple Leafs  | NHL        | 66   | 6   | 19  | 25  | 72   | —   | —  | —  | —  | —   |
| 1957–58    | Toronto Maple Leafs  | NHL        | 53   | 6   | 20  | 26  | 39   | —   | —  | —  | —  | —   |
| 1958–59    | Toronto Maple Leafs  | NHL        | 70   | 5   | 21  | 26  | 76   | 12  | 0  | 3  | 3  | 16  |
| 1959–60    | Toronto Maple Leafs  | NHL        | 70   | 3   | 29  | 32  | 69   | 10  | 0  | 1  | 1  | 6   |
| 1960–61    | Toronto Maple Leafs  | NHL        | 57   | 6   | 15  | 21  | 75   | 5   | 0  | 0  | 0  | 0   |
| 1961–62    | Toronto Maple Leafs  | NHL        | 70   | 10  | 28  | 38  | 88   | 12  | 3  | 13 | 16 | 16  |
| 1962–63    | Toronto Maple Leafs  | NHL        | 70   | 6   | 19  | 25  | 69   | 10  | 1  | 3  | 4  | 10  |
| 1963–64    | Toronto Maple Leafs  | NHL        | 70   | 9   | 20  | 29  | 71   | 14  | 0  | 4  | 4  | 20  |
| 1964–65    | Toronto Maple Leafs  | NHL        | 70   | 12  | 16  | 28  | 95   | 6   | 0  | 2  | 2  | 13  |
| 1965–66    | Toronto Maple Leafs  | NHL        | 70   | 6   | 22  | 28  | 76   | 4   | 1  | 0  | 1  | 12  |
| 1966–67    | Toronto Maple Leafs  | NHL        | 70   | 8   | 17  | 25  | 70   | 12  | 3  | 5  | 8  | 25  |
| 1967–68    | Toronto Maple Leafs  | NHL        | 69   | 4   | 23  | 27  | 82   | —   | —  | —  | —  | —   |
| 1968–69    | Toronto Maple Leafs  | NHL        | 74   | 11  | 29  | 40  | 107  | 4   | 0  | 0  | 0  | 7   |
| 1969–70    | Toronto Maple Leafs  | NHL        | 59   | 3   | 19  | 22  | 91   | —   | —  | —  | —  | —   |
| 1969–70    | New York Rangers     | NHL        | 15   | 1   | 5   | 6   | 16   | 6   | 1  | 1  | 2  | 28  |
| 1970–71    | New York Rangers     | NHL        | 78   | 2   | 18  | 20  | 57   | 13  | 1  | 4  | 5  | 14  |
| 1971–72    | Pittsburgh Penguins  | NHL        | 44   | 2   | 9   | 11  | 40   | 4   | 0  | 1  | 1  | 2   |
| 1972–73    | Buffalo Sabres       | NHL        | 69   | 1   | 16  | 17  | 56   | 6   | 0  | 1  | 1  | 4   |
| 1973–74    | Buffalo Sabres       | NHL        | 55   | 0   | 6   | 6   | 53   | —   | —  | —  | —  | —   |
| NHL totalt | NHL totalt           | NHL totalt | 1446 | 115 | 403 | 518 | 1611 | 126 | 11 | 39 | 50 | 183 |